# Протоклетки
Протобио́нты, или протокле́тки (англ. protocell or protobiont) — гипотетический примитивный организм, который, согласно некоторым теориям происхождения жизни, возник бы из-за скопления органических веществ и представлял собой примитивную форму жизни, предшественницу клеток прокариот. 
Такие «организмы» могли бы представлять собой самоорганизуемые, эндогенно упорядоченные сферические скопления липидов, из которых, предположительно, произошла клеточная жизнь, или же бесклеточный агрегат органических полимеров, собранных самопроизвольно абиотически, окружённых мембранной структурой. Протобионты проявляют некоторые свойства, связанные с жизнью, такие как простое размножение, обмен веществ и возбудимость, а также поддержание внутренней химической среды, отличной от внешней.
Примером протобионтов являются эксперименты Александра Опарина и Сидни В. Фокса, которые показали, что такие структуры могут самопроизвольно образовываться в условиях, аналогичных тем, которые, как считается, существовали во время образования Земли. В этих экспериментах образовались липосомы и микросферы с мембранными структурами, подобными фосфолипидным бислоям клетки. В середине XX века были экспериментально получены сложные органические вещества при пропускании электрических зарядов через смесь газов и паров, которая гипотетически совпадает с составом атмосферы древней Земли. В качестве протоклеток Опарин рассматривал коацерваты — органические структуры, окружённые жировыми мембранами. Сидни В. Фокс в 1950-х и 1960-х годах изучал спонтанное образование пептидных структур в условиях, которые, вероятно, могли существовать в начале истории Земли. Он продемонстрировал, что аминокислоты могут спонтанно образовывать небольшие цепи, называемые пептидами. В одном из своих экспериментов он позволил аминокислотам высохнуть, как будто они растекались по поверхности в тёплом сухом месте в условиях, существовавших до появления жизни. Он обнаружил, что после высыхания аминокислоты образуют длинные, часто перекрёстно соединённые (crosslinked) нитевидные микроскопические полипептидные глобулы, которые он назвал «протеиноидными микросферами».
Исходя из этого, обсуждались теории об одновременном происхождении жизни и процесса эволюции. Было высказано предположение, что аналогично тому, как действует процесс эволюции в живых существах, эволюционные механизмы в химических соединениях также будут действовать до того, как возникнет жизнь.
В этом смысле такие учёные, как Мартин А. Новак и Хисаcи Оцуки, постулировали, как и когда химическая кинетика становится эволюционной динамикой, формулируя общую математическую теорию происхождения эволюции.
Центральный вопрос эволюции — как протоклетки появились и начался процесс конкуренции, который привёл к появлению жизни. Функциональные протоклетки до сих пор не были получены в лабораторных условиях, однако цель — понимание процесса — вполне достижима.
В 2008 году американские биологи сделали важный шаг к пониманию начальных этапов зарождения жизни. Им удалось создать «протоклетку» с оболочкой из простых липидов и жирных кислот, способную втягивать из окружающей среды нуклеотид-монофосфаты, активированные имидазолом, — «кирпичики», необходимые для синтеза ДНК. В 2011 году японские учёные сообщили, что им удалось создать везикулы с катионной оболочкой и элементами ДНК внутри, способную к делению в результате полимеразной цепной реакции, реплицирующей ДНК.